# Bàu Cạn, Long Thành
Bàu Cạn là một xã thuộc huyện Long Thành, tỉnh Đồng Nai, Việt Nam.

## Địa lý
Xã Bàu Cạn nằm ở phía đông huyện Long Thành, có vị trí địa lý:
- Phía đông giáp xã Cù Bị, huyện Châu Đức, tỉnh Bà Rịa – Vũng Tàu
- Phía tây giáp xã Long Phước và xã Bình Sơn
- Phía nam giáp xã Tân Hiệp và xã Phước Bình
- Phía bắc giáp các xã Thừa Đức, huyện Cẩm Mỹ, xã Bình Sơn và xã Cẩm Đường.

Xã có diện tích 44,46 km², dân số năm 2018 là 17.191 người, mật độ dân số đạt 387 người/km².

## Lịch sử
Ngày 21 tháng 5 năm 2008, Uỷ ban Nhân dân tỉnh Đồng Nai ban hành Quyết định 1609/QĐ-UBND, trong đó thành lập ấp Suối Cả từ một phần diện tích ấp 7.
Năm 2018, xã Bàu Cạn có diện tích 44,78 km², dân số là 16.720 người, mật độ dân số đạt 373 người/km².
Ngày 10 tháng 4 năm 2019, Ủy ban Thường vụ Quốc hội ban hành Nghị quyết số 673/NQ-UBTVQH14 (nghị quyết có hiệu lực từ ngày 1 tháng 6 năm 2019). Theo đó:
- Điều chỉnh 1,58 km² diện tích tự nhiên và 229 người của xã Bàu Cạn về xã Bình Sơn
- Điều chỉnh 1,26 km² diện tích tự nhiên và 700 người của xã Suối Trầu vừa giải thể về xã Bàu Cạn.

Sau khi điều chỉnh, xã Bàu Cạn có 44,46 km² diện tích tự nhiên và 17.191 người.

## Hành chính
Xã Bàu Cạn được chia thành 9 ấp: 1, 2, 3, 4, 5, 6, 7, 8, Suối Cả.